# Vuelta a España 1968
La Vuelta a España 1968, ventitreesima edizione della corsa spagnola, si svolse in diciotto tappe, dal 25 aprile al 12 maggio 1968, per un percorso totale di 3 656 km. Fu vinta dall'italiano Felice Gimondi che terminò la gara in 78h29'00" alla media di 38,4 km/h davanti agli spagnoli José Pérez Francés e Eusebio Vélez. Gimondi, grazie a questa vittoria, diventò il secondo corridore dopo il francese Jacques Anquetil in grado di vincere tutti e tre i Grandi Giri in carriera.
Partenza della prima tappa a Saragozza con 90 ciclisti: 51 di essi tagliarono il traguardo finale di Bilbao.

## Tappe
| Tappa  | Data      | Percorso                                   | km    | Vincitore di tappa     | Leader cl. generale  |
| ------ | --------- | ------------------------------------------ | ----- | ---------------------- | -------------------- |
| 1ª-1ª  | 25 aprile | Saragozza > Saragozza                      | 130   | Jan Janssen            | Jan Janssen          |
| 1ª-2ª  | 25 aprile | Saragozza (Cron. individuale)              | 4     | Jan Janssen            | Jan Janssen          |
| 2ª     | 26 aprile | Saragozza > Lleida                         | 195   | Michael Wright         | Jan Janssen          |
| 3ª-1ª  | 27 aprile | Lleida > Barcellona                        | 167   | Tommaso De Prà         | Jan Janssen          |
| 3ª-2ª  | 27 aprile | Barcellona > Barcellona                    | 38    | Rudi Altig             | Rudi Altig           |
| 4ª     | 28 aprile | Barcellona > Salou                         | 110   | Michael Wright         | Michael Wright       |
| 5ª     | 29 aprile | Salou > Vinaròs                            | 106   | Rudi Altig             | Rudi Altig           |
| 6ª     | 30 aprile | Vinaròs > Valencia                         | 148   | Pietro Guerra          | Rudi Altig           |
| 7ª     | 1º maggio | Valencia > Benidorm                        | 144   | Wilfried Peffgen       | Rudi Altig           |
| 8ª     | 2 maggio  | Benidorm > Almansa                         | 167   | Manuel Martín Piñera   | Manuel Martín Piñera |
| 9ª     | 3 maggio  | Almansa > Alcázar de San Juan              | 230   | José María Errandonea  | Rudi Altig           |
| 10ª    | 4 maggio  | Alcázar de San Juan > Madrid               | 173   | Domingo Perurena       | Rudi Altig           |
| 11ª    | 5 maggio  | Madrid > Palencia                          | 242   | Ramón Sáez             | Rudi Altig           |
| 12ª    | 6 maggio  | Villalón de Campos > Gijón                 | 236   | José Pérez Francés     | José Pérez Francés   |
| 13ª    | 7 maggio  | Gijón > Santander                          | 203   | Victor Van Schil       | José Pérez Francés   |
| 14ª    | 8 maggio  | Santander > Vitoria                        | 244   | Eduardo Castelló       | Felice Gimondi       |
| 15ª    | 9 maggio  | Vitoria > Pamplona                         | -     | Annullata              | Felice Gimondi       |
| 16ª    | 10 maggio | Pamplona > San Sebastián                   | 204   | Luis Pedro Santamarina | Felice Gimondi       |
| 17ª    | 11 maggio | San Sebastián > Tolosa (Cron. individuale) | 67    | Felice Gimondi         | Felice Gimondi       |
| 18ª    | 12 maggio | Tolosa > Bilbao                            | 206   | Manuel Martín Piñera   | Felice Gimondi       |
| Totale | Totale    | Totale                                     | 3 014 |                        |                      |

## Squadre partecipanti
Parteciparono alla corsa nove squadre, ciascuna composta da dieci ciclisti.
| N.    | Squadra                  |
| ----- | ------------------------ |
| 1-10  | Pelforth-Sauvage-Lejeune |
| 11-20 | Ferrys                   |
| 21-30 | Goldor-Gerka-Main d'Or   |
| 31-40 | Fagor-Fargas             |
| 41-50 | Bic                      |
| 51-60 | KAS-Kaskol               |
| 61-70 | Salvarani                |
| 71-80 | Karpy                    |
| 81-90 | Faema                    |

## Classifiche finali

### Classifica generale - Maglia oro
| Pos. | Corridore               | Squadra      | Tempo     |
| ---- | ----------------------- | ------------ | --------- |
| 1    | Felice Gimondi          | Salvarani    | 78h29'00" |
| 2    | José Pérez Francés      | KAS-Kaskol   | a 2'15"   |
| 3    | Eusebio Vélez           | Fagor-Fargas | a 5'08"   |
| 4    | José María Errandonea   | Fagor-Fargas | a 5'19"   |
| 5    | Vittorio Adorni         | Faema        | a 5'26"   |
| 6    | Jan Janssen             | Pelforth     | a 5'43"   |
| 7    | Antonio Gómez del Moral | KAS-Kaskol   | a 5'55"   |
| 8    | Carlos Echeverría       | KAS-Kaskol   | a 6'00"   |
| 9    | Lucien Aimar            | Bic          | a 6'42"   |
| 10   | Joseph Spruyt           | Faema        | a 7'50"   |

### Classifica a punti - Maglia azzurra
| Pos. | Corridore   | Squadra  | Punti |
| ---- | ----------- | -------- | ----- |
| 1    | Jan Janssen | Pelforth | 142   |

### Classifica scalatori - Maglia verde
| Pos. | Corridore        | Squadra      | Punti |
| ---- | ---------------- | ------------ | ----- |
| 1    | Francisco Gabica | Fagor-Fargas | 62    |

### Classifica a squadre
| Pos. | Squadra    | Tempo      |
| ---- | ---------- | ---------- |
| 1    | KAS-Kaskol | 235h41'10" |